# Bhimbetka
Bhimbetka est un site d'art rupestre et un site préhistorique situé dans le Madhya Pradesh, en Inde, comportant des centaines d'abris-sous-roche. Certains de ces abris sont ornés de peintures rupestres, dont les plus anciennes sont datées par leur style et leurs motifs du Mésolithique, vers 8000 av. J.-C.. Le site a été classé en 2003 au Patrimoine mondial de l'humanité par l'Unesco.

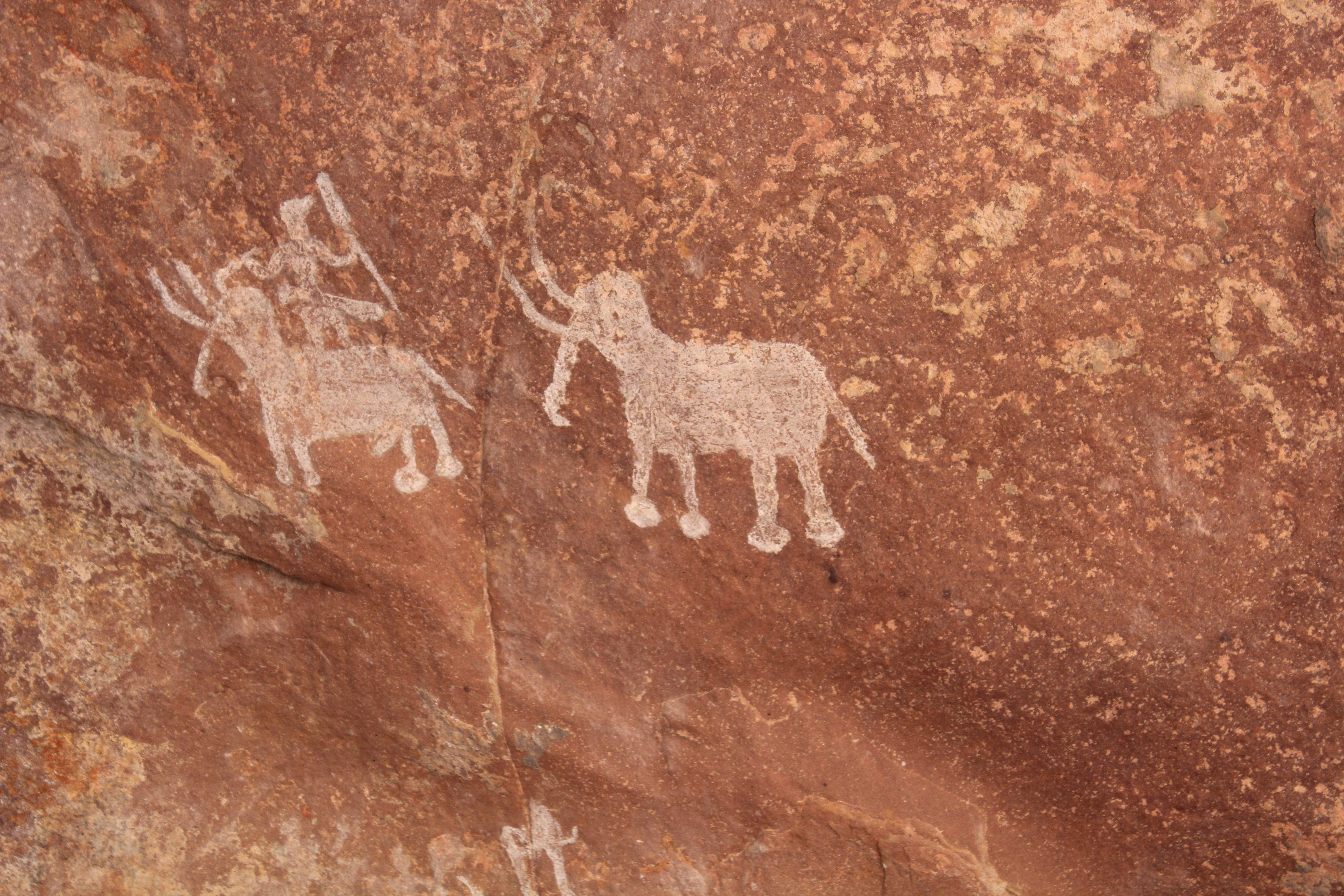
Deux éléphants, dont l'un est monté par un cavalier.

## Situation
Les abris-sous-roches de Bhimbetka s'ouvrent dans des collines situées à 45 km au sud de Bhopal, à la lisière sud des monts Vindhya. Au sud du site s'étend la chaîne des Satpura. Toute la région est couverte d'une épaisse forêt et elle fournit les ressources nécessaires à une occupation humaine de chasseurs-cueilleurs, comme un approvisionnement permanent en eau, des abris naturels, une flore et une faune très riches.
Le site est environné de vingt-et-un villages adivasis, où habitent des aborigènes qui sont peut-être les descendants des auteurs des peintures rupestres.

## Historique
Le site de Bhimbetka a été découvert par hasard en 1958 par le professeur W. Wakankar, de l'université Vikram. Alors qu'il rentre en train d'une campagne de fouille dans le Chambal, il aperçoit des formations rocheuses qu'il pense ressembler à certaines autres qu'il a visitées en France et en Espagne. Il coupe alors à travers la forêt et découvre le site qu'il fouille entre 1958 et 1974.

## Description
On compte 754 abris-sous-roches distribués en six groupes. Celui de Bhimbetka proprement dit en comporte 243, celui de Lakha Juar 178.

## Les peintures rupestres
La plupart des peintures ont été exécutées en utilisant des pigments rouges et blancs, plus rarement verts et jaunes. Elles représentent des scènes de chasse, des danses, des hommes chevauchant des éléphants et des chevaux, récoltant du miel, portant des décorations corporelles et des masques. On trouve aussi des scènes de la vie quotidienne, des combats d'animaux. Parmi les animaux identifiés, on note le paon, le bison, le tigre, le lion, le sanglier, l'éléphant, l'antilope, le chien et le lézard.
Les peintures n'ont pas pu faire l'objet d'une datation par le carbone 14, car la plupart des pigments utilisés sont d'origine minérale, notamment à base d'hydroxyde de fer, et non pas d'origine organique. Elles sont datées sur une période allant du Mésolithique à l'ère historique selon leur style et leurs motifs.